# Правило Борна
Не следует путать с правилом Коши — Борна в физике кристаллов и с борновским приближением в теории рассеяния.
Пра́вило Бо́рна (также зако́н Бо́рна) — постулат квантовой механики, который определяет вероятность того, что при измерении квантовой системы будет получен данный результат. В простейшей форме правило Борна утверждает, что плотность вероятности найти квантовомеханическую систему в некотором состоянии в результате измерения пропорциональна квадрату амплитуды волновой функции этого состояния. Названо в честь первооткрывателя, немецкого физика Макса Борна, сформулировавшего это правило в 1926 году.
Правило Борна — один из ключевых принципов квантовой механики. Было много попыток вывести это правило из её различных интерпретаций, с неубедительным результатом. Так, на данный момент нет общепринятого способа вывода правила Борна из многомировой интерпретации квантовой физики. Однако в рамках байесианской интерпретации квантовой физики это было сделано расширением стандартной формулы полной вероятности, принимающей во внимание размерность гильбертова пространства включённых физических систем.

## Правило
Правило Борна гласит, что если наблюдаемая с дискретным спектром, соответствующая эрмитову оператору, измеряется в системе с нормированной волновой функцией {\displaystyle \scriptstyle |\psi \rangle } (см. Бра и кет), то:
- результат измерения будет одним из собственных значений {\displaystyle \lambda } матрицы {\displaystyle A}, и, далее
- вероятность измерения заданного собственного значения {\displaystyle \lambda _{i}} будет равна

{\displaystyle P(\lambda _{i})=\langle \psi |P_{i}|\psi \rangle },
где {\displaystyle P_{i}} — проектор на собственное подпространство {\displaystyle A}, соответствующее {\displaystyle \lambda _{i}}.
В случае, когда собственное пространство {\displaystyle A}, соответствующее {\displaystyle \lambda _{i}}, одномерно и натянуто на нормированный собственный вектор {\displaystyle \scriptstyle |\lambda _{i}\rangle }, {\displaystyle \scriptstyle P_{i}=|\lambda _{i}\rangle \langle \lambda _{i}|}, так что вероятность {\displaystyle \scriptstyle P(\lambda _{i})=\langle \psi |\lambda _{i}\rangle \langle \lambda _{i}|\psi \rangle }.
Комплексное число {\displaystyle \scriptstyle \langle \lambda _{i}|\psi \rangle } известно как амплитуда вероятности того, что вектору состояния {\displaystyle \scriptstyle |\psi \rangle } присваивается собственный вектор {\displaystyle \scriptstyle |\lambda _{i}\rangle }. Правило Борна сводится к утверждению, что вероятность равна квадрату модуля амплитуды вероятности:
{\displaystyle P(\lambda _{i})=|\langle \lambda _{i}|\psi \rangle |^{2}}.
Квадрат модуля амплитуды равен произведению амплитуды и комплексно сопряженного числа.
В случае, когда спектр {\displaystyle A} не полностью дискретен, спектральная теорема доказывает существование определённой проекторнозначной меры {\displaystyle Q}, спектральной меры {\displaystyle A}. В этом случае
- вероятность того, что результат измерения лежит в измеримом множестве {\displaystyle M}, будет определяться {\displaystyle \scriptstyle \langle \psi |Q(M)|\psi \rangle }.

Если мы получим волновую функцию {\displaystyle \scriptstyle \psi } для одиночной бесструктурной частицы в позиционном пространстве, это сведется к утверждению, что функция плотности вероятности {\displaystyle p(x,y,z)} для измерения положения в момент времени {\displaystyle t_{0}} будет определяться так: {\displaystyle p(x,y,z)=\scriptstyle |\psi (x,y,z,t_{0})|^{2}}.

## История
Правило было сформулировано Максом Борном в статье в 1926 году. В данной работе Борн решал уравнение Шрёдингера для задачи рассеяния и, вдохновлённый работами Эйнштейна в области фотоэффекта, пришёл к выводу (в примечании), что его правило даёт единственно возможную интерпретацию решения. В 1954 году за эту и другие работы Борн был удостоен Нобелевской премии по физике с формулировкой «За фундаментальные исследования по квантовой механике, особенно за его статистическую интерпретацию волновой функции» (вторую часть премии получил Вальтер Боте за изобретение метода совпадений).
Джон фон Нейман обсудил применение спектральной теории к правилу Борна в своей книге, изданной в 1932.